# وليامز إنترناشيونال
وليامز إنترناشيونال (بالإنجليزية: Williams International) هي شركة مصنعة للمحركات ذات العنفة الغازية. تسخدم المحركات النفاثة في الصواريخ الجوالة والطائرات النفاثة الصغيرة.

## وصلات خارجية
- الموقع الرسمي للشركة (بالإنجليزية)